# Morten Thoresen
Morten Thoresen (ur. 2 stycznia 1997) – norweski zapaśnik walczący w stylu klasycznym. Zajął dziewiąte miejsce na mistrzostwach świata w 2021 roku. 
Mistrz Europy w 2020. Wicemistrz nordycki w 2021. Trzeci na ME U-23 w 2018 roku.
Mistrz Norwegii w 2013, 2017, 2022 i 2024; drugi w 2015 i trzeci w 2018 i 2019 roku.